# Tensore di Weyl
In geometria differenziale, il tensore di curvatura di Weyl, che prende il nome da Hermann Weyl, è una misura della curvatura dello spaziotempo o, più in generale, una varietà pseudo-Riemanniana. Come il tensore di curvatura di Riemann, il tensore di Weyl esprime la forza mareale che un corpo avverte quando si muove lungo una geodetica. Il tensore di Weyl si differenzia dal tensore di curvatura di Riemann poiché non fornisce informazioni su come il volume del corpo cambi, ma piuttosto soltanto su come la forma del corpo sia distorta dalla forza mareale. È la curvatura di Ricci, o il componente traccia del tensore di Riemann, a contenere precisamente l'informazione su come i volumi cambino in presenza di forze mareali, quindi il tensore di Weyl è il componente a traccia nulla del tensore di Riemann. È un tensore che ha le stesse simmetrie del tensore di Riemann, con la condizione extra che sia senza traccia: la contrazione metrica di qualsiasi coppia di indici restituisce zero.
In relatività generale la curvatura di Weyl è l'unica parte della curvatura che esiste nello spazio libero (una soluzione delle equazioni di Einstein nel vuoto) e governa la propagazione della radiazione gravitazionale attraverso le regioni di spazio prive di materia. Più in generale, la curvatura di Weyl è l'unica componente della curvatura per varietà Ricci-piatte e governa sempre le caratteristiche delle equazioni di campo di una varietà di Einstein.